# Gerichtsbezirk Neumarkt bei Salzburg
Der Gerichtsbezirk Neumarkt bei Salzburg war ein dem Bezirksgericht Neumarkt am Wallersee unterstehender Gerichtsbezirk im Bundesland Salzburg. Der Gerichtsbezirk war zum Zeitpunkt seiner Auflösung einer von acht im Bundesland und umfasste den nordöstlichen Teil des Bezirks Salzburg-Umgebung.

## Geschichte
Der Gerichtsbezirk Neumarkt wurde gemeinsam mit 22 anderen Gerichtsbezirken in Salzburg durch einen Erlass des k.k. Oberlandesgerichtes Linz am 4. Juli 1850 geschaffen und umfasste ursprünglich die 20 Steuergemeinden Bruckmoos, Brunn, Haselreith, Henndorf, Hof, Irrsdorf, Köstendorf, Marschallen, Matzing, Mödlham, Neufahren, Neumarkt (Burgfried), Neumarkt (Gemeinde), Seekirchen (Burgfried), Seekirchen (Gemeinde), Seewalchen, Straßwalchen (Gemeinde), Straßwalchen (Burgfried), Tödtleinsdorf und Waldprechting.
Der Gerichtsbezirk bildete im Zuge der Trennung der politischen von der judikativen Verwaltung
ab 1868 gemeinsam mit den Gerichtsbezirken Abtenau, Golling, Hallein, Mattsee, Oberndorf, Salzburg und Sankt Gilgen den Bezirk Salzburg.
Durch Gemeindezusammenlegungen reduzierte sich die Zahl der Gemeinden bis in die zweite Hälfte des 20. Jahrhunderts auf die fünf Gemeinden Henndorf am Wallersee, Köstendorf, Neumarkt am Wallersee, Seekirchen am Wallersee und Straßwalchen.
Durch die 2002 beschlossene „Bezirksgerichte-Verordnung Salzburg“ wurde der Gerichtsbezirk Neumarkt bei Salzburg im Zuge der Neuordnung des Gerichtsbezirkes Salzburg um die vier Gemeinden Mattsee, Obertrum am See, Schleedorf und Seeham erweitert.
Mit 1. März 2023 wurden die bisherigen Bezirksgerichtssprengel Neumarkt, Oberndorf und Thalgau aufgelöst und zum Gerichtsbezirk Seekirchen am Wallersee zusammengefasst.

## Gerichtssprengel
Der Gerichtssprengel von Neumarkt bei Salzburg umfasste zuletzt mit den neun Gemeinden Henndorf am Wallersee, Köstendorf, Mattsee, Neumarkt am Wallersee, Obertrum am See, Schleedorf, Seeham, Seekirchen am Wallersee und Straßwalchen den nordöstlichen Bereich des Bezirks Salzburg-Umgebung.